# Championnat de Suisse de inline hockey
 (novembre 2022).
Si vous disposez d'ouvrages ou d'articles de référence ou si vous connaissez des sites web de qualité traitant du thème abordé ici, merci de compléter l'article en donnant les références utiles à sa vérifiabilité et en les liant à la section « Notes et références ».
Le championnat de Suisse de inline hockey, appelé Ligue nationale A, est la première division du championnat national d'inline hockey.

## Palmarès
- 1988 : SHC Bienne Seelanders
- 1989 : SHC Bienne Seelanders
- 1990 : SHC Grancia
- 1991 : SHC Grancia
- 1992 : SHC Buix (1)
- 1993 : Bienne Skater 90 (1)
- 1994 : SHC Grancia (3)
- 1995 : Rangers Pregassona
- 1996 : SHC Bienne Seelanders
- 1997 : SHC Bienne Seelanders
- 1998 : Rangers Pregassona
- 1999 : SHC Bienne Seelanders
- 2000 : Rangers Pregassona (3)
- 2001 : SHC Rossemaison
- 2002 : IHC La Tour
- 2003 : IHC La Tour
- 2004 : IHC La Tour (3)
- 2005 : Courroux Wolfies (1)
- 2006 : SHC Bienne Seelanders
- 2007 : SHC Bienne Seelanders
- 2008 : SHC Rossemaison
- 2009 : SHC Rossemaison
- 2010 : SHC Rossemaison
- 2011 : Givisiez Skater 95 (1)
- 2012 : SHC Rossemaison
- 2013 : SHC Rossemaison
- 2014 : SHC Bienne Seelanders
- 2015 : SHC Bienne Seelanders
- 2016 : SHC Bienne Seelanders (10)
- 2017 : SHC Rossemaison
- 2018 : Sayaluca Cadempino Lugano (1)
- 2019 : SHC Rossemaison
- 2020 : Annulé en raison de la pandémie de Covid-19
- 2021 : SHC Rossemaison
- 2022 : IHC Malcantone (1)
- 2023 : SHC Rossemaison
- 2024 : SHC Rossemaison (11)

## Format actuel
Elle est composée de 10 équipes. Le tour de qualification se joue en 18 matchs. Ensuite, les huit premières équipes jouent les play-offs (quarts de finale, demi-finales) au meilleur des trois matchs, puis la finale au meilleur des cinq matchs. Les deux dernières équipes doivent jouer les play-outs afin d’éviter la relégation. L’équipe perdante peut être reléguée en Ligue nationale B, tandis que le champion de la LNB peut être promu en Ligue nationale A.

## Équipes actuelles (saison 2025)
| Équipe                    | Ville            | Patinoire            | Capacité |
| ------------------------- | ---------------- | -------------------- | -------- |
| SHC Rossemaison           | Rossemaison      | Forum Biwi           |          |
| Gekkos Gerlafingen        | Gerlafingen      |                      |          |
| SHC Buix                  | Buix             | Piste de la Vallatte |          |
| Givisiez Skater 95        | Givisiez         | Realsport Arena      |          |
| IHC Malcantone            | Agno (Suisse)    |                      |          |
| IHC Rothrist              | Rothrist         |                      |          |
| Léchelles Coyotes         | Léchelles        |                      |          |
| Sayaluca Cadempino Lugano | Lugano           |                      |          |
| IHC Aire-la-Ville         | Aire-la-Ville    |                      |          |
| IHC La Tour               | La Tour-de-Peilz |                      |          |

## Divisions inférieures
Le championnat suisse de inline hockey est structuré en plusieurs niveaux. Sous la Ligue nationale A, on retrouve la Ligue nationale B, suivie de la 1re ligue, puis de la 2e ligue.

## Ligue nationale B- équipes actuelles (saison 2025)
- Ajoie
- Bienne

- Buix II

- Capolago Flyers
- Courroux Wolfies

- Grenchen

- Novaggio Twins

- Oensingen Roadrunners

- Rolling Aventicum

- Rossemaison II

## 1re ligue-équipes actuelles (saison 2025)
La 1re ligue est divisée en deux groupes : le groupe A et le groupe B.

### Groupe A
- Aire-la-Ville II
- Bassecourt Eagles I
- Bienne
- Dzos Volants I
- Givisiez II
- La Neuveville I
- La Roche I
- Laupersdorf
- Léchelles Coyotes II
- Rolling Aventicum II

### Groupe B
- Alligators Ruswil

- Eagles Vedeggio

- Fight Pigs Gersau

- Hurricanes Lenzburg

- Langnau Stars I

- Paradiso Tigers I

- Rangers Lugano

- Wiggertal II

- Wolfurt Walkers

- Wollerau I

## 2e ligue-équipes actuelles (saison 2025)
La 2e ligue est composée de quatre groupes : A, B, C et D.

### Groupe A
- Ajoie IIa

- Ajoie IIb
- Bassecourt Eagles IIa

- Bassecourt Eagles IIb

- Bienne III

- Buix IIa

- Buix IIb

- Courroux Wolfies II

- La Neuveville II

- Rossemaison III

### Groupe B
- Aire-la-Ville III
- Dzos Volants II
- Estavayer
- Givisiez IIIa
- Givisiez IIIb
- La Broye
- La Roche II
- Léchelles Coyotes III
- Murist/Montet Black Tigers
- Roller LS
- Rolling Aventicum III

### Groupe C
- Gekkos Gerlafingen II

- Langnau Stars II

- Oensingen Roadrunners II

- Red Rocks Rothenfluh

- Wiggertal III

- Wollerau II

### Groupe D
- Capolago Flyers II

- COB Unicorns

- Novaggio Twins II

- Paradiso Tigers II

- Sorenfo

## Coupe nationale
En parallèle du championnat, certaines équipes participent à la Coupe de Suisse de inline hockey, une compétition à élimination directe ouverte à toutes les divisions masculines.